# Bohdanovice
Bohdanovice (deutsch Boidensdorf) ist ein Gemeindeteil von Jakartovice (deutsch Eckersdorf) im Bezirk Opava in Tschechien.
Boidensdorf liegt circa zwei Kilometer südwestlich von Jakartovice und ist über die Landstraße 442 zu erreichen.

## Geschichte
Nach dem Münchner Abkommen im September 1938 wurde Boidensdorf dem Deutschen Reich zugeschlagen und gehörte bis 1945 zum Landkreis Bärn.
Die deutschen Bewohner wurden 1945 enteignet und größtenteils vertrieben.

## Weblinks

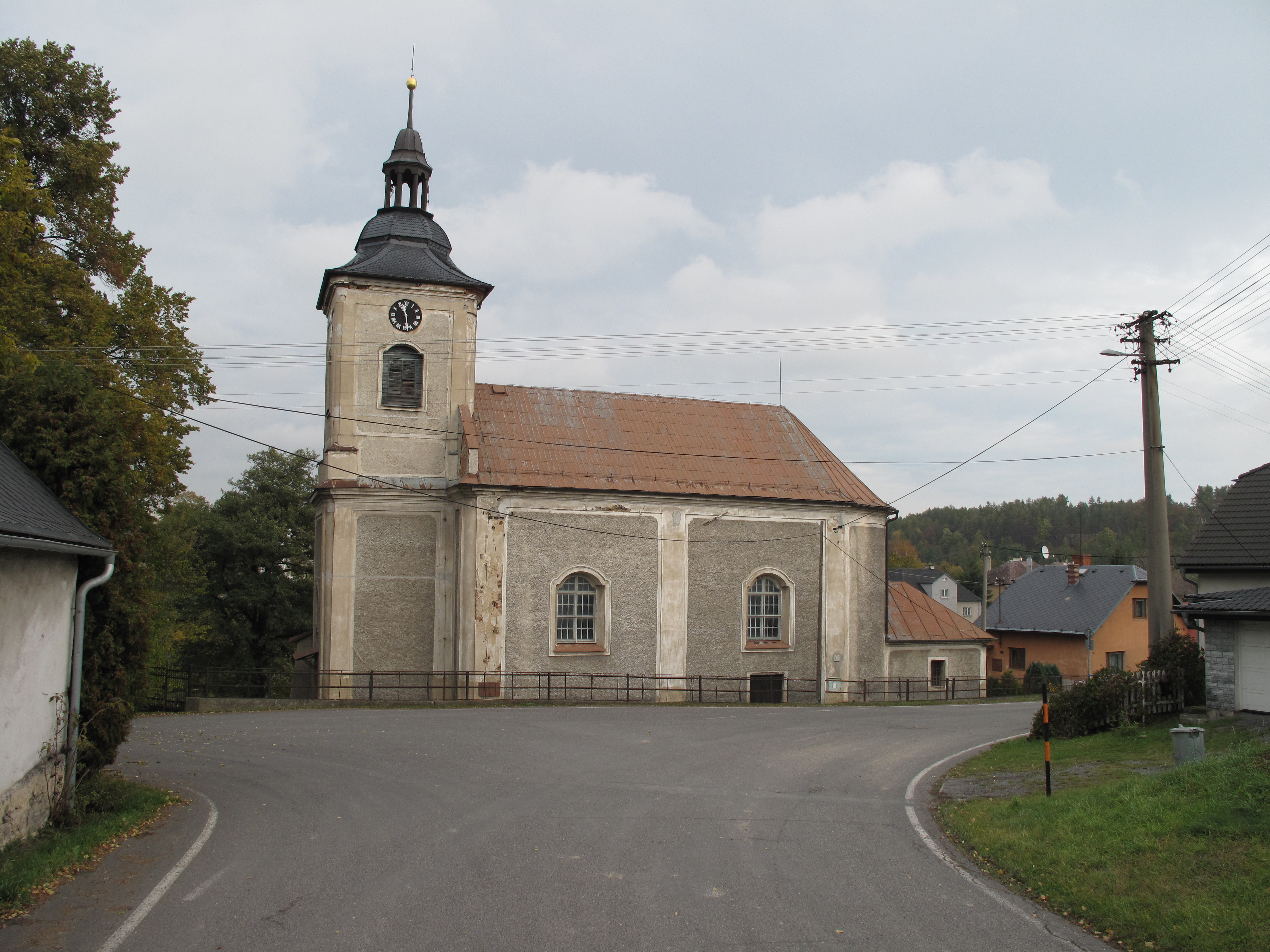
Kirche St. Michael

## Sehenswürdigkeiten
- Kirche St. Michael